# Айдін
Айдін (узб. Oydin, Ойдин) — міське селище в Узбекистані, у Нішанському районі Кашкадар'їнської області.
Статус міського селища з 2009 року.